# أحكام القرآن للشافعي
أحكام القرآن للشافعي أحد كتب تفسير القرآن الكريم، ألفه أبو بكر البيهقي، بعد أن جمع أقوال وتفاسير الشافعي الموجودة في كتبه أو كتب غيره، وضمنها في كتاب أحكام القرآن للشافعي.

## تأليف الكتاب
صنف الإمام الشافعي (ت: 204 هـ) كتابا في أحكام القرآن ولكنه مفقود، أما كتاب أحكام القران هذا فهو من تصنيف الإمام أبو بكر البيهقي (ت: 458 هـ)، جمعه من كلام الشافعي، وقال في أحد كتبه: «وجمعت أقاويل الشافعي رحمه الله في أحكام القرآن وتفسيره في جزئين». تتبع البيهقي نصوص وكلام الشافعي تتبعًا بالغًا في كتبه وكتب أصحابه، فمن كتب الشافعي: أحكام القرآن، والأم، والرسالة، واختلاف الحديث وغيرها، ومن كتب أصحابه أمثال المزني، والبويطى، والربيع الجيزى، والربيع المرادي، وحرملة، والزعفراني، وأبى ثور، وأبى عبد الرحمن، ويونس بن عبد الأعلى وغيرهم.

## أسلوب التفسير
يعد الكتاب من أفضل التفسيرات المجموعة، فهو يتوقف عند آيات من القران الكريم، يستنبط منها الكثير من الأحكام الفقهية التي بُني عليها الدين. الكتاب عبارة عن جمع وترتيب من نصوص الشافعي ما يدل على مبلغ علمه بالمعاني الدقيقية في القرآن. ومقصد الكتاب ظاهر من عنوانه وهو مثل كتاب أحكام القرآن للجصاص، وكتاب أحكام القرآن لأبي بكر بن العربي.

## انظر ايضًا
- علم التفسير
- علوم القرآن
- أحكام القرآن الكريم للجهضمي

## وصلات خارجية
- تحميل أحكام القرآن للشافعي المكتبة الوقفية